# Petro Redkin

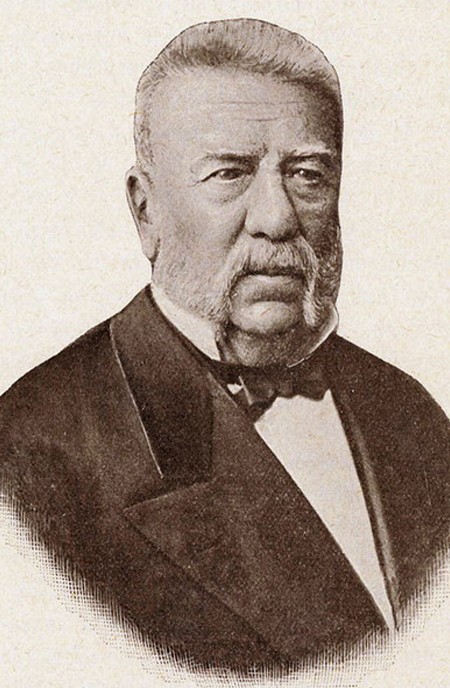
Petro Redkin

Petro Hryhorowytsch Redkin (ukrainisch Петро Григорович Редькін, russisch Пётр Григорьевич Редкин Pjotr Grigorjewitsch Redkin; * 4. Oktoberjul. / 16. Oktober 1808greg. in Romny, Gouvernement Poltawa, Russisches Kaiserreich; † 7. Märzjul. / 19. März 1891greg. in Sankt Petersburg, Russisches Kaiserreich) war ein ukrainisch-russischer Jurist, Philosophiehistoriker, Professor und Universitätsrektor.

## Leben
Petro Redkin kam in Romny in der heute ukrainischen Oblast Sumy als Sohn einer ukrainischen Adelsfamilie zur Welt.
Er machte am Gymnasium in Nischyn sein Abitur und studierte anschließend Recht an den Universitäten in Moskau, Dorpat und Berlin. 
Zwischen 1835 und 1848 war er Professor für die Geschichte der Philosophie und des Rechts an der Kaiserlichen Universität Moskau und zwischen 1863 und 1878 an der Kaiserlichen Universität St. Petersburg, deren Rektor er zwischen 1873 und 1876 war. Ab 1882 war er Mitglied des Staatsrates. Im Dezember 1890 wurde er Ehrenmitglied der Russischen Akademie der Wissenschaften in St. Petersburg.
Redkin war Autor mehrerer Werke über die Philosophie Hegels und zur Geschichte der Rechtsphilosophie.